# Jack Frost (film, 1997)
Pour les articles homonymes, voir Jack Frost.
Pour plus de détails, voir Fiche technique et Distribution.
Jack Frost est un film de Noël horrifique américain réalisé par Michael Cooney, sorti directement en vidéo en 1997.

## Synopsis
Jack Frost est le criminel le plus recherché des États-Unis. Il a commis plus de trente-huit meurtres en cinq ans seulement. Mais il est finalement attrapé par l'agent Sam et doit être exécuté. La nuit lors de laquelle il est transféré pour l'exécution, une tempête de neige perturbe le trajet du camion qui le transporte, d'autant que Jack Frost parvient à neutraliser l'agent qui le surveille à l'arrière. À cause de la très mauvaise visibilité, le véhicule est victime d'un accident de la route avec un autre camion, qui transporte des produits chimiques dont est aspergé Jack Frost à la suite d'une explosion. Sous les yeux du shérif, le criminel fond puis se reconstitue sous la forme du bonhomme de neige de Ryan, le fils du shérif. Ainsi ressuscité, il peut recommencer sa série de meurtres. Décorant des personnes aux sapins de Noël avec leurs cadavres, viole une femme dans sa douche... l'enfer du bonheur de tuer peut à nouveau commencer !

## Fiche technique
- Titre : Jack Frost
- Réalisation : Michael Cooney
- Scénario : d'après une histoire de Jeremy Paige
- Musique :
- Pays d'origine :  États-Unis
- Langue originale : anglais
- Genre : comédie horrifique, fantastique
- Durée : 89 minutes
- Sortie : 1997
- Interdit aux moins de 12 ans

## Distribution
- Scott MacDonald (VF : Michel Vigné) : Jack Frost
- Christopher Allport : Sam
- Stephen Mendel (VF : Philippe Catoire) : Agent Manners
- F. William Parker (VF : Philippe Dumat) : Paul Davrow
- Eileen Seeley (VF : Catherine Privat) : Anne
- Rob LaBelle : Stone
- Zack Eginton (VF : Dorothée Pousséo) : Ryan Tiler
- Jack Lindine : Jake Metzner
- Kelly Jean Peters : Sally
- Marsha Clark : Marla
- Shannon Elizabeth : Jill Metzner
- Darren O. Campbell (VF : Christophe Lemoine) : Tommy Davrow

## Réception critique
Le film reçut de très mauvaises critiques, avec 8 % de critiques positives sur Rotten Tomatoes. Le principal reproche est la mauvaise qualité du bonhomme de neige.

## Suites
En 2000 sort une suite sous le nom de Jack Frost 2 Revenge of the Mutant Killer Snowman toujours inédit en France.